# Kalman Taigman
Kalman Taigman (Varsavia, 24 dicembre 1923 – Tel Aviv, 27 luglio 2012) è stato un superstite dell'Olocausto polacco naturalizzato israeliano, sopravvissuto al campo di concentramento di Treblinka. È stato uno degli ex membri del Sonderkommando ebraico che fuggì dal campo di sterminio di Treblinka durante la rivolta dei prigionieri dell'agosto 1943, Taigman in seguito testimoniò al processo Eichmann del 1961 tenutosi a Gerusalemme.
Dopo la sua fuga dalla Polonia, Taigman non tornò nel paese per più di 60 anni. Tornò a Treblinka per la prima volta nel 2010 (due anni prima della sua morte), invitato dal regista Tzipi Beider a prendere parte ad un documentario, insieme ad un altro sopravvissuto della rivolta di Treblinka oltre che suo amico, Samuel Willenberg. La seconda moglie di Taigman, Lea Lipshitz, ha detto che Taigman era felice di essere di nuovo in Polonia e con sua grande sorpresa parlava di nuovo polacco con facilità.

## Biografia
Kalman Taigman (o Teigman) ha studiato in una scuola tecnica a Varsavia, dove è stato allievo, tra gli altri, di Adam Czerniaków. Nel 1935, suo padre emigrò nel Mandato britannico della Palestina con l'intenzione di fare in modo che la famiglia si unisse a lui, ma scoppiò la guerra e non riuscì nell'intento. Dopo che i nazisti invasero la Polonia e iniziarono a istituire i ghetti nelle principali città, il giovane Kalman e sua madre furono intrappolati nel ghetto di Varsavia. Era il più grande ghetto ebraico di tutta l'Europa occupata dalla Germania nazista, che alla fine conteneva 500 000 detenuti.
Hanno lavorato per la filiale del ghetto della fabbrica tedesca Chemnitzer Astrawerke AG. Nel 1942, entrambi furono deportati a Treblinka durante la Grossaktion Varsavia.
Il campo di sterminio vicino a Treblinka fu costruito come parte dell'operazione nazista Reinhard, la fase conclusiva della soluzione finale: ha operato ufficialmente tra il 23 luglio 1942 e il 19 ottobre 1943. Durante questo periodo, furono assassinati più di 800 000 ebrei, tra uomini, donne e bambini, gasati direttamente all'arrivo. La madre di Kalman è stata mandata subito dopo l'arrivo alle camere a gas, che erano camuffate da docce. Kalman fu messo a lavorare con il Sonderkommando nella caserma di smistamento Auffanglager.

Della sua esperienza a Treblinka, Taigman ha detto nel film: 
Ha descritto come i tedeschi avevano progettato il campo per nascondere il suo vero scopo:

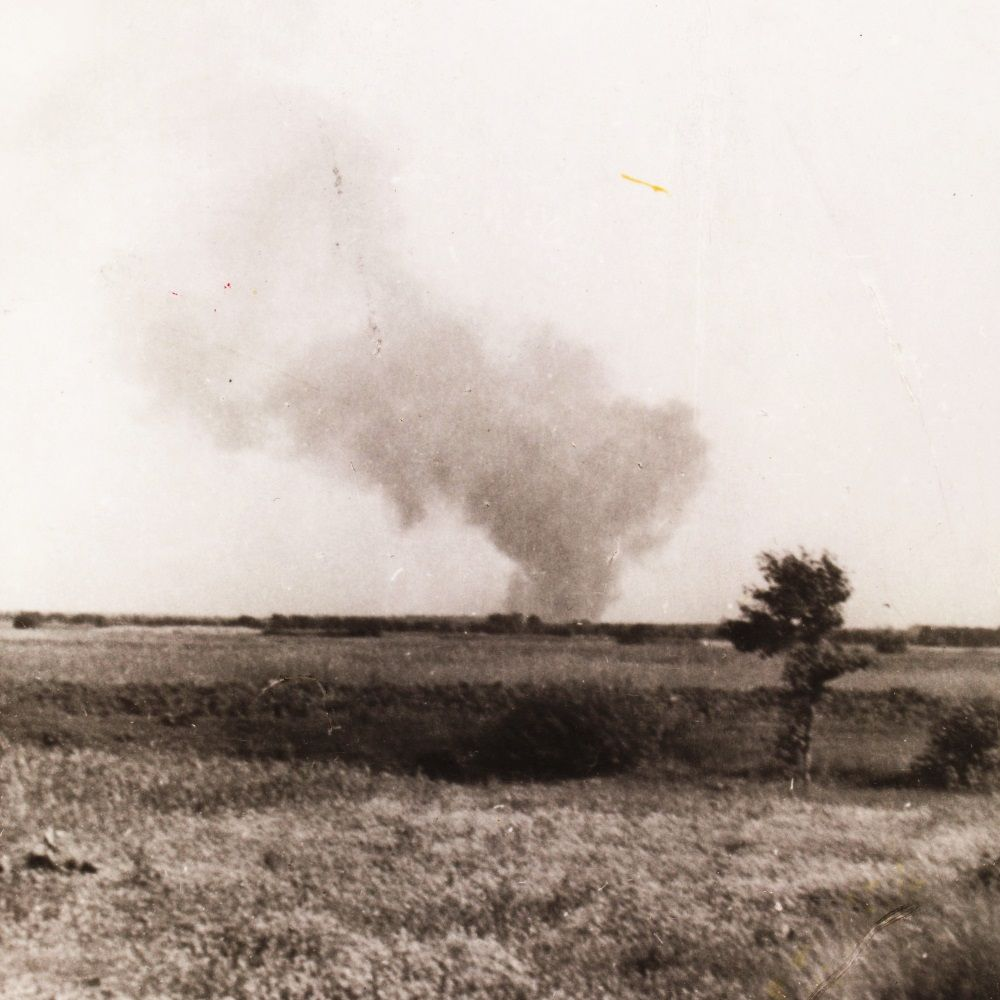
Dalla deposizione di Taigman: incendio del perimetro di Treblinka II durante la rivolta dei prigionieri del 2 agosto 1943. Furono incendiate baracche, compreso un serbatoio di benzina che esplose e infiammarono tutte le altre strutture. Una fotografia clandestina scattata dal testimone oculare Franciszek Ząbecki.

Il Sonderkommando aveva pianificato a lungo la rivolta, accumulando armi e studiando gli orari e i movimenti degli ufficiali delle SS. Progettavano di uccidere prima gli ufficiali delle SS e poi di condurre i prigionieri fuori dai cancelli, ma i piani non andarono come previsto, dopo che alcuni ufficiali furono uccisi ne seguì il caos. Taigman fuggì durante la rivolta del 2 agosto 1943 scavalcando il recinto di filo spinato sotto il fuoco delle mitragliatrici delle guardie. Raggiunse Varsavia e poco dopo la fine della guerra, si sposò a Varsavia. Un anno dopo Taigman raggiunse suo padre nel Mandato britannico della Palestina. Nel tentativo di raggiungere il territorio, fu prima arrestato dagli inglesi e quindi trasferito in un campo profughi per ebrei allestito a Cipro.
Taigman è diventato un uomo d'affari in Israele, dove ha sviluppato un'attività di importazione di successo. Per un certo numero di anni in Israele, Taigman si è incontrato con gli altri sopravvissuti dell'Olocausto nell'anniversario della rivolta di Treblinka. Tra gli ospiti a casa dei suoi amici Samuel (Szmuel) Willenberg e sua moglie Ada, c'erano Pinhas (Pinchas) Epstein ed Eliahu Rosenberg. Insieme a Taigman, hanno testimoniato al processo del 1961 a Gerusalemme contro l'ideatore dell'Olocausto Adolf Eichmann.
In seguito, sia Rosenberg che Epstein diventarono i testimoni chiave dell'accusa israeliana al processo 1986-88 in Israele di John Demjanjuk, che viveva negli Stati Uniti dal 1952. È stato identificato come guardia del campo di Trawnkiki, che attingeva dai prigionieri di guerra sovietici detenuti dai tedeschi, ed era stato soprannominato "Ivan il Terribile" dai prigionieri di Treblinka. Una guardia alla camera a gas, "Ivan" fu accusato di aver commesso omicidio e atti di straordinaria crudeltà e violenza a Treblinka contro i prigionieri ebrei nel 1942-43. Ma quando gli è stato chiesto, Taigman si è rifiutato di testimoniare contro di lui. Dichiarò che Demjanjuk non aveva lavorato come guardia a Treblinka. Demjanjuk fu condannato ma fece appello al verdetto, sostenendo che non aveva mai lavorato a Treblinka. Mentre il caso era in appello, l'Unione Sovietica cadde e aprì molti dei suoi archivi ai ricercatori. Gli investigatori hanno scoperto in quegli archivi sovietici che Demjanjuk sembrava aver prestato servizio nel campo di sterminio di Sobibor, secondo un documento d'identità con la sua foto. Rosenberg ed Epstein avevano identificato Demjanjuk come "Ivan" da fotografie vecchie di decenni. A peggiorare le cose, è stato dimostrato che la testimonianza di Rosenberg nel suo caso del 1981 era stata istruita dagli interrogatori e del tutto illegittima.
Kalman Taigman è morto nel 2012 per un tumore al cervello, lasciando la sua seconda moglie Lea, un figlio e due nipoti.

## Eredità
- Taigman è apparso in due film documentari: Despite Treblinka (2002), un documentario uruguaiano in cui è apparso insieme al sopravvissuto alla rivolta di Treblinka, Chil Rajchman di Montevideo.
- Lui e il suo amico Samuel Willenberg sono stati protagonisti di Death Camp Treblinka: Survivors Stories (2012) della BBC Four, trasmesso anche negli Stati Uniti quell'anno come Treblinka's Last Witness.